# 12814 Вітторіо
12814 Вітторіо (12814 Vittorio) — астероїд головного поясу, відкритий 13 лютого 1996 року.
Тіссеранів параметр щодо Юпітера — 3,567.